# Jan van Arkel (vliegenier)
Jan van Arkel (Buiksloot, 27 augustus 1919 - Helmond, 23 februari 2011) was kolonel-vlieger der Koninklijke Luchtmacht.
Toen de Tweede Wereldoorlog uitbrak, was Jan van Arkel dienstplichtig sergeant bij het Korps Motordienst in Den Haag. Na de capitulatie moest hij zijn wapens inleveren en werd hij overgebracht naar de schouwburg aan de Prinsengracht. Vandaar ontsnapte hij met enkele collegae via het WC-raampje. Ze pakten een vrachtauto, ramden de poort en vluchtten daarna met een andere wagen. Ze gingen naar IJmuiden en voeren met een vissersboot de haven uit om naar Zeeland te gaan. Een Duitse jager beschoot hen maar miste zijn doel en enkele uren later kwam een Britse torpedoboot langszij die hen naar Engeland begeleidde.
In Engeland mocht hij kiezen wat hij wilde doen, en zo kwam hij bij de RAF, maar eerst werd hij tijdelijk chauffeur van minister Dijxhoorn. Op 31 augustus reed hij de koningin naar de BBC waar ze wegens haar verjaardag een toespraak hield. Het leven in Londen beviel hem niet, hij wilde liever vechten en vroeg nogmaals om bij de RAF geplaatst te worden.
Op 6 januari 1942 werd hij als nieuwe piloot toegevoegd aan het 41 Squadron, dat op RAF Tangmere aan de zuidkust van Engeland was gestationeerd. Zijn eerste vlucht was geen succes. Hij moest de Spitfire van Bram van der Stok ophalen, maar bij de landing kwam hij in een berg sneeuw terecht waarna het vliegtuig total-loss was. Later blijkt dat hij de Spitfire goed onder controle kreeg. Twee maanden later ontsnapte hij bij de Franse kust twee keer aan een Luftwaffe Messerschmitt Bf 109. De eerste beschoot hij, waarna die verdween. Aan het tweede vliegtuig ontkwam hij door een handige duik naar zee, waarbij de Messerschmitt ten onder gaat, en hij net op tijd de stuurknuppel naar zich toe trok.
Een succesvolle missie was eind mei 1942. Hij ging met drie andere Spitfires naar een Luftwaffe vliegbasis in Saint-Omer. De andere vliegers waren Fl.Off. Sharp, Sgt. Watts en Fl.Sgt. George Beurling. De terugtocht verliep moeizaam. Sharp moest een noodlanding maken, Beurlings landde om hem op te halen, en ondertussen waren Watts en Van Arkel in de weer om de Duitsers af te leiden. In Kent moest Beurling vervolgens een noodlanding maken omdat zijn brandstof op was.
Van Arkel werd overgeplaatst naar 167 Squadron. In deze periode escorteerde hij vaak bommenwerpers en kwam voor de vierde keer een Duits slachtoffer op zijn naam, ditmaal een Focke-Wulf Fw 190. Op 12 juni 1943 werd zijn squadron omgedoopt tot het 322 Dutch Squadron RAF. In december werd 322Sq overgeplaatst naar Hawkinge bij Folkstone waar ze gingen vliegen in de Spitfire Mk XIV. Daarna werd hij overgeplaatst naar Hartford-Bridge om Duitse V-1 vliegende bommen te onderscheppen. In zes weken worden 121 V-1's neergehaald, waarvan er tien op de naam van Van Arkel staan.
Tijdens een vlucht naar Arnhem werd Van Arkels toestel getroffen en moest hij een noodlanding maken. Hij slaagde erin België te bereiken en landde op een klein vliegveldje.
Op 30 december verhuisde 322Sq naar vliegbasis Woensdrecht.

## Na de oorlog
Van Arkel bleef bij de luchtmacht. Hij deed een opleiding aan de Fighter Leader School in Engeland.
Bevorderingen
- Kapitein-vlieger per 20 mei 1948
- Majoor per 16 augustus 1952
- Luitenant-kolonel per 1 september 1956
- Kolonel per 1 november 1964

Van Arkel verliet de luchtmacht in 1974. Van Arkel overleed na een noodlottige val in het ziekenhuis in Helmond.

## Onderscheidingen
- Bronzen Kruis op 6 december 1940[1]
- Vliegerkruis op 5 oktober 1944[2]
- Ridder in de Orde van Oranje-Nassau in 1954[3]
- Oorlogsherinneringskruis met gespen "MEI 1940" en "OORLOGSVLUCHTEN 1940 - 1945"
- Onderscheidingsteken voor Langdurige Dienst als officier[3]
- 1939-1945 Star[3]
- Air Crew Europe Star met gesp "FRANCE AND GERMANY"[3]
- Defensiemedaille[3]
- War Medal 1939-1945[3]